# Daniil Ruslanowitsch Serochwostow
Daniil Ruslanowitsch Serochwostow (russisch Даниил Русланович Серохвостов; englisch Daniil Serokhvostov; * 4. April 1999 in Barnaul, Region Altai) ist ein russischer Biathlet. Mit der Staffel gewann er 2020 die Goldmedaille bei den Juniorenweltmeisterschaften.

## Sportliche Laufbahn
Serochwostow trat erstmals im Dezember 2019 im Juniorcup an, wo er in seinem ersten Einzelrennen das Podest erreichte. Sein erstes internationales Großereignis folgte mit der Junioren-WM 2020 in der Lenzerheide. Dort gewann er auf Anhieb Gold mit der Staffel. In der Saison 2020/2021 startete der Russe schließlich im IBU-Cup. Am Arber feierte er mit der Mixedstaffel seinen ersten Sieg auf dieser Wettkampfebene. Bestes Einzelergebnis wurde Rang sechs aus dem Sprint am Arber, die Saison beschloss er auf dem 41. Rang. Bei der Juniorenweltmeisterschaft 2021 in Obertilliach verpasste er die Podiumsplätze. Dennoch gab er 2021 beim Saisonauftakt in Östersund sein Debüt im Weltcup und landete im Einzel auf Anhieb auf Platz 15. Im ersten Staffelrennen derselben Saison holte er mit der russischen Staffel Bronze. Auch in der zweiten Staffel des Winters wurde er eingesetzt, wieder gelang dem russischen Team der dritte Platz. In Le Grand-Bornand erreichte Serochwostow einen 18. und einen 25. Platz und durfte damit zum ersten Mal einen Massenstart bestreiten, den er mit sechs Fehlern auf dem 26. Platz abschloss.
Aufmerksamkeit erzielte Serochwostows Laufform, beispielsweise konnte er im Verfolgungsrennen von Annecy unter 60 Athleten die siebtbeste Laufzeit erringen. Seinen ersten Top-10-Platz erzielte der Russe in Oberhof, als er trotz zweier Schießfehler im Sprint auf Rang 8 lief. In diesem Rennen hatte er unter 108 Athleten im Ziel die drittbeste Laufzeit. in Ruhpolding gelang ihm an der Seite von Said Karimulla Chalili, Alexander Loginow und Maxim Zwetkow dann der erste Staffelsieg. Für die Olympischen Spiele in Peking wurde Serochwostow ebenfalls nominiert, seine Einsätze in Sprint und Verfolgung ergaben die Positionen 19 und 39. Durch die Sperre aller russischen Athleten endete seine Saison bereits nach den Olympischen Spielen, in der Gesamtwertung schloss Serochwostow den Winter auf Position 31 und damit als viertbester Russe ab. Im Winter 2022/23 nahm er am Commonwealth Cup der ausgeschlossenen Nationen teil und war einer der erfolgreichsten Athleten, die Gesamtwertung schloss er auf dem fünften Rang ab, wobei er nicht alle Rennen bestritt. Bei den russischen Meisterschaften gewann er lediglich die Silbermedaille im Sprint.

## Statistiken

### Weltcupsiege
| Nr. | Datum         | Ort        | Disziplin |
| --- | ------------- | ---------- | --------- |
| 1.  | 15. Jan. 2022 | Ruhpolding | Staffel 1 |

### Weltcupplatzierungen
Die Tabelle zeigt alle Platzierungen (je nach Austragungsjahr einschließlich Olympische Spiele und Weltmeisterschaften).
- 1.–3. Platz: Anzahl der Podiumsplatzierungen
- Top 10: Anzahl der Platzierungen unter den ersten zehn (einschließlich Podium)
- Punkteränge: Anzahl der Platzierungen innerhalb der Punkteränge (einschließlich Podium und Top 10)
- Starts: Anzahl gelaufener Rennen in der jeweiligen Disziplin

| Platzierung               | Einzel | Sprint | Verfolgung | Massenstart | Staffel | Gesamt |
| ------------------------- | ------ | ------ | ---------- | ----------- | ------- | ------ |
| 1. Platz                  |        |        |            |             | 1       | 1      |
| 2. Platz                  |        |        |            |             | 1       | 1      |
| 3. Platz                  |        |        |            |             | 2       | 2      |
| Top 10                    |        | 1      |            |             | 4       | 5      |
| Punkteränge               | 1      | 4      | 3          | 1           | 4       | 13     |
| Starts                    | 1      | 6      | 3          | 1           | 4       | 15     |
| Stand: Saisonende 2021/22 |        |        |            |             |         |        |

### Olympische Winterspiele
Ergebnisse bei Olympischen Winterspielen:
|                                        | Einzelwettbewerbe | Einzelwettbewerbe | Einzelwettbewerbe | Einzelwettbewerbe | Staffelwettbewerbe | Staffelwettbewerbe |
| Einzel                                 | Sprint            | Verfolgung        | Massenstart       | Herrenstaffel     | Mixedstaffel       |                    |
| -------------------------------------- | ----------------- | ----------------- | ----------------- | ----------------- | ------------------ | ------------------ |
| Olympische Winterspiele 2022 \| Peking | –                 | 19.               | 39.               | –                 | –                  | –                  |

### Juniorenweltmeisterschaften
Ergebnisse bei den Juniorenweltmeisterschaften:
| Weltmeisterschaft | Weltmeisterschaft | Einzel | Sprint | Verfolgung | Staffel |
| Jahr              | Ort               | Einzel | Sprint | Verfolgung | Staffel |
| ----------------- | ----------------- | ------ | ------ | ---------- | ------- |
| 2020              | Lenzerheide       | 28.    | 15.    | 14.        | 1.      |
| 2021              | Obertilliach      | 18.    | 21.    | 23.        | 10.     |

### IBU-Cup-Siege
| Nr. | Datum         | Ort   | Disziplin    |
| --- | ------------- | ----- | ------------ |
| 1.  | 23. Jan. 2021 | Arber | Mixedstaffel |